# 歐德摩斯 (將軍)

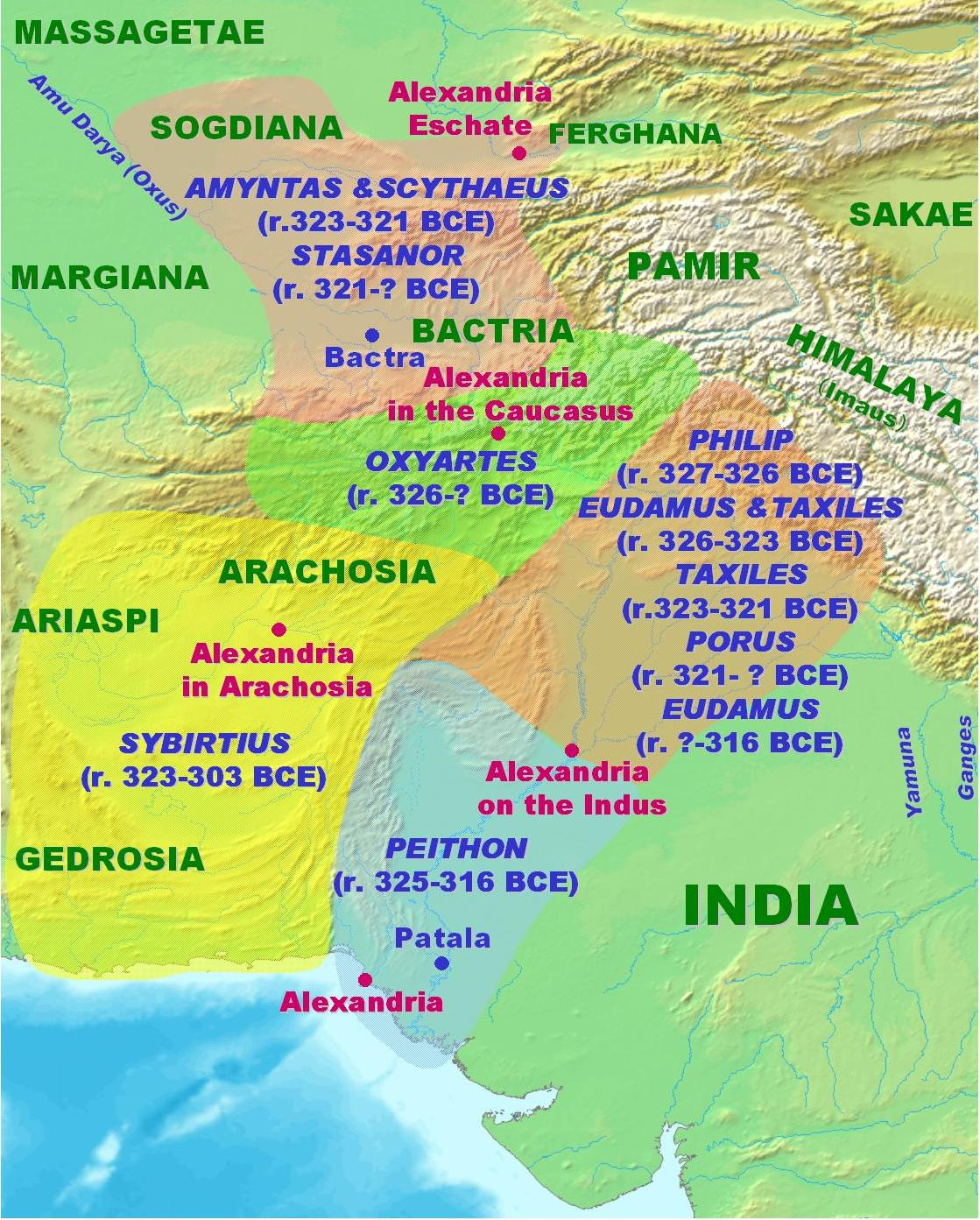
歐德摩斯初期與塔克西勒斯統治帝國北部的印度疆土，南至印度河和奇納布河匯流處一帶

歐德摩斯（希臘語：Eύδημoς；?—前316年）為亞歷山大大帝麾下將領。在亞歷山大離開印度時，命令歐德摩斯率領留在印度的軍隊，在亞歷山大離開印度並在返回巴比倫途中，於前326年印度總督之一的腓力被歐德摩斯手下的雇傭軍所刺殺，而腓力的管區由塔克西勒斯（Taxiles）和歐德摩斯暫時管理。
當亞歷山大於前323年逝世，在巴比倫分封協議和特里帕拉迪蘇斯分封協議裡波羅斯被任命為當地印度總督，但歐德摩斯設法謀殺了波羅斯，並且奪取他的轄區，這使得歐德摩斯在印度權力大為擴張。在前317年，歐德摩斯在第二次繼業者之戰支持歐邁尼斯一方，並親自率領3,000名步兵、500名騎兵和120頭從波羅斯奪得的戰象，前往歐邁尼斯陣營與安提柯對抗。
在伽比埃奈戰役前夕，銀盾兵指揮官安提貞尼斯和透塔摩斯因為忌妒歐邁尼斯的才華，企圖與其他總督和軍官在戰後勝利後把歐邁尼斯除去。但歐德摩斯曾經把錢借給歐邁尼斯，擔心歐邁尼斯喪生會血本無歸，便把安提貞尼斯等陰謀告知歐邁尼斯，歐邁尼斯在戰前都尚未決定是否在戰後逃亡以避免災禍。
在伽比埃奈戰役中，歐德摩斯率領自身的部隊在歐邁尼斯軍左翼。安提柯和其子德米特里利用戰場上的塵霧隱密自方的行動，出其不意對歐德摩斯所在的側翼發動突擊，這次出其不意的攻擊，迫使歐德摩斯損失慘重，使歐邁尼斯軍左翼遭到擊敗。
這次戰役安提柯雖然小勝但沒有分出決定性戰果，歐邁尼斯仍擁有強大的軍力。當天夜晚，歐邁尼斯期望隔天能再跟安提柯分出勝負，但因為銀盾兵的行囊和妻兒在戰役中落入安提柯的手中，於是透塔摩斯秘密與安提柯協商來取回那些行囊，並把歐邁尼斯和歐德摩斯等高階指揮官作為交換交給安提柯。歐德摩斯因而遭到安提柯處死。